# یوسف عمادی
یوسف عمادی (زادهٔ اردیبهشت ۱۳۶۳ - ساری) آهنگساز، نوازندهٔ تار و سه‌تار، پژوهشگر موسیقی و شاعر سبک شعر سپید است.

## زندگی
وی آموزش موسیقی ایرانی را نزد علی یداللهی آموخت و سپس دوره عالی موسیقی سنتی را نزد محمدرضا لطفی طی نمود. وی پس از دستگیری در سال ۱۳۹۲ از ادامه فعالیت موسیقی و پژوهشی بازماند.

## دستگیری و حکم زندان
یوسف عمادی در تاریخ ۱۳ مهر ۱۳۹۲ در ساری دستگیر و به بند دو الف زندان اوین منتقل و متحمل یک ماه زندان انفرادی شد. پروند وی در تابستان ۱۳۹۴ در شعبهٔ ۲۸ دادگاه انقلاب به ریاست قاضی مقیسه تحت بررسی و سرانجام به اتهام فعالیت غیرمجاز هنری و توهین به مقدسات و تبلیغ علیه نظام حکم شش سال زندان و جریمه نقدی را برایش صادر نمودند و سر انجام در دادگاه تجدید نظر در شعبه ۵۴ دادگاه انقلاب به سه سال زندان تعزیری و سه سال حبس تعلیقی کاهش یافت.

## زندان
وی از آبان ماه ۱۳۹۵ در بند هفت زندان اوین به سر می‌برد.

## بن مایه
- عفو بین‌الملل خواستار 'پایان آزار و اذیت' سه هنرمند ایرانی شد
- «دستگیری اعضای یک باند موسیقی زیرزمینی».
- عفو بین‌الملل به حکم زندان سه هنرمند ایرانی اعتراض کرد
- شورای فرهنگ اروپا عضو کمپین فری میوز
- انجمن جهانی قلم عضو کمپین فری میوز
- نهادهای جهانی خواستار تبرئه سه موسیقی‌دان و فیلم‌ساز ایرانی شدند
- مجله جهانی کلاسیک راک
- کمپین بین‌المللی حقوق بشر در ایران
- صدور حکم ۱۸ سال زندان برای سه هنرمند ایرانی - صدای آمریکا
- اعتراض گروه بزرگی از هنرمندان به حکم زندان عمادی و برادران رجبیان
- «دو ماه از بازداشت مدیران «برگ موزیک» در بند دو-الف می‌گذرد».
- ««فشار شدید اطلاعات سپاه» بر برخی از فعالان سایبری بازداشتی». رادیو فردا. ۱۳۹۲/۰۹/۲۱. تاریخ وارد شده در |تاریخ= را بررسی کنید (کمک)